# 1686
1686 (MDCLXXXVI) byl rok, který dle gregoriánského kalendáře započal úterým.

## Události
- 2. září – vojska rakouských Habsburků dobyla na Osmanské říši Budín
- Věčný mír stvrzuje připojení Kyjevu k Rusku
- Španělsko deklaruje nárok na Palau
- vojska rakouských Habsburků dobyla na Osmanské říši Kaposvár
- Francouzi okupují ostrov Madagaskar

### Probíhající události
- 1652–1689 – Rusko-čchingská válka
- 1683–1699 – Velká turecká válka

## Vědy a umění
- Edmund Halley zmapoval pasáty, označil je za výsledek působení slunečního tepla a potvrdil Pascalovy objevy týkající se atmosférického tlaku

## Narození

### Česko
- 29. ledna – Matěj Ondřej Kondel, český stavitel († 1758)
- 25. dubna – Jan Jiří Benda, tkadlec a vesnický muzikant, zakladatel hudebního rodu († 4. října 1757)
- 28. dubna – Michal Jan Josef Brokoff, český sochař († 8. září 1721)
- 16. června – Jan František Josef, hrabě z Thun-Hohensteinu († 30. června 1720)

### Svět
- 29. dubna – Vasilij Nikitič Tatiščev, ruský historik († 26. července 1750)
- 24. května – Gabriel Fahrenheit, německý fyzik a vynálezce († 16. září 1736)
- 31. května – Antonina Houbraken, nizozemská rytkyně († 12. prosince 1736)
- 7. června – Adolf Fridrich III. Meklenbursko-Střelický, meklenbursko-střelický vévoda († 11. prosince 1752)
- 9. června – Heinrich Johann Ostermann, ruský diplomat a generál admirál († 31. května 1747)
- 24. června – Jan Ferdinand Schor, rakouský malíř, inženýr a zahradní architekt působící v Čechách († 4. leden 1767)
- 31. července – Benedetto Marcello, italský právník, politik a barokní hudební skladatel († 24. července 1739)
- 17. srpna – Nicola Porpora, italský hudební skladatel, († 3. března 1768)
- 30. listopadu – Richard Lumley, 2. hrabě ze Scarborough, britský generál, politik a šlechtic († 29. ledna 1740)
- 25. prosince – Giovanni Battista Somis, italský houslista a hudební skladatel († 14. srpna 1763)
- ? – Samuel Mikovíny, slovenský kartograf a polyhistor († 23. března 1750)

## Úmrtí

### Česko
- 13. března – Kryštof Bernard Skrbenský z Hříště, slezský šlechtic (* 5. ledna 1615)
- 17. března – Alžběta Marie Minsterberská, poslední Poděbradovna, z rodiny krále Jiřího z Poděbrad (* 11. května 1625)
- 6. října – Zdeněk Kašpar Kaplíř ze Sulevic, vojevůdce rakouských Habsburků (* 1611)
- ? – Augustin Heřman, český mořeplavec a kartograf (* kolem 1621)

### Svět
- 16. března – Šarlota Hesensko-Kasselská, hesenská princezna a falcká kurfiřtka (* 20. listopadu 1627)
- 21. května – Otto von Guericke, německý fyzik a politik (* 30. listopadu 1602)
- 5. prosince – Niels Stensen, dánský katolický kněz a přírodovědec (* 11. ledna 1638)
- 6. prosince – Nikolaus von Avancini, italský kněz a básník (* 1. prosince 1611)
- 11. prosince – Ludvík II. Bourbon-Condé, francouzský vojevůdce (* 8. září 1621)
- 16. prosince – Eleonora Magdalena Gonzagová, císařovna, manželka Ferdinanda III. (* 18. listopadu 1630)

## Hlavy států
- Anglie – Jakub II. (1685–1688)
- Francie – Ludvík XIV. (1643–1715)
- Habsburská monarchie – Leopold I. (1657–1705)
- Osmanská říše – Mehmed IV. (1648–1687)
- Polsko-litevská unie – Jan III. Sobieski (1674–1696)
- Rusko – Ivan V. (1682–1696) a Petr I. Veliký (1682–1725)
- Španělsko – Karel II. (1665–1700)
- Švédsko – Karel XI. (1660–1697)
- Papež – Inocenc XI. (1676–1689)
- Perská říše – Safí II.  (1666–1694)